# Heliogomphus nietneri
Heliogomphus nietneri – gatunek ważki z rodziny gadziogłówkowatych (Gomphidae).